# Viy (película de 2014)
Viy o El viyi (Вий en V. O.) es una película fantástica rusa y ucraniana de 2014 dirigida por Oleg Stepchenko y basada en la primera obra de Nikolái Gogol: El viyi.
La producción, empezada en diciembre de 2005, fue interrumpida en varias ocasiones a causa de la falta de presupuesto hasta que en octubre de 2012 concluyó el rodaje.

## Argumento
A comienzos del siglo XVIII, el cartógrafo Jonathan Green (Jason Flemyng) emprende un viaje expeditivo a lo largo del continente europeo. Cuando llega a Transilvania y cruza los Cárpatos da con una pequeña aldea perdida en medio de un frondoso e impasible bosque ucraniano aunque ni la niebla ni la posibilidad de haber entrado en una zona maldita lo detienen.
Una vez conoce a los aldeanos, estos tienen la firme convicción de que el forastero ha venido para salvarlos del mal que habita en el lugar.

## Reparto
- Aleksey Chadov - Petrus
- Anna Churina - Sra. Dudly
- Charles Dance - Sr. Dudly
- Agniya Ditkovskite - Nastusya
- Jason Flemyng - Jonathan Green
- Anatoli Gushchin - Gorobets
- Igor Jijikine - Dorosh
- Aleksandr Karpov - Panas
- Ivan Mokhovikov - Khalyava
- Aleksey Ogurtsov - Spirid
- Alexey A. Petrukhin - Khoma
- Nina Ruslanova - Zhena Yavtukha
- Andrey Smolyakov - Paisiy
- Oleg Taktarov - Gritsko
- Yuriy Tsurilo - Sotnik
- Aleksandr Yakovlev - Kosoglazyy Kazak
- Olga Zaytseva - Pannochka
- Valeri Zolotujin - Yavtukh

## Producción
Según el productor Alexei Petrukhin, desde un principio la película iba a ser estereoscópica. Pero probablemente solo se aprovechó la moda efímera surgida con el éxito de Avatar, ya que las escenas filmadas durante el primer rodaje fueron elaboradas en 2D y posteriormente convertidas a 3D. En 2011 los productores decidieron cooperar con Stereotec, compañía cinematográfica de Múnich especializada en 3D para terminar con el resto. El rodaje en imagen real en 3D fue llevado a cargo por Florian Maier y Michael Laakmann, y parte de él tuvo lugar en Chequia durante dos meses entre 2011 y 2012.

## Recepción

### Taquilla
El film batió récord en taquilla convirtiéndola en la película rusa que más recaudó en la historia del cine ruso hasta aquel momento, con 605,2 millones de rublos (aprox. 17 millones de dólares).

### Críticas
Las críticas recibidas fueron dispares. Desde la página web rusa Kritikanstvo dieron una nota del 57% de un total de 39 críticas. Yuriy Gladilshchikov de Moskovskiye novosti escribió una reseña positiva aunque señaló que el largometraje carecía de un público objetivo, ya que según sus palabras "es demasiado intelectual para la producción en masa y demasiado simple para la audiencia educada". Para terminar comparó desfavorablemente el film con Sleepy Hollow de Tim Burton.